# Ниса (гміна)
Гміна Ниса (пол. Gmina Nysa) — місько-сільська гміна у південно-західній Польщі. Належить до Ниського повіту Опольського воєводства.
Станом на 31 грудня 2011 у гміні проживало 58532 особи.

## Площа
Згідно з даними за 2007 рік площа гміни становила 217.60 км², у тому числі:
- орні землі: 68.00%
- ліси: 9.00%

Таким чином, площа гміни становить 17.78% площі повіту.

## Населення
Станом на 31 грудня 2011:
| Опис     | Загалом | Загалом | Чоловіки | Чоловіки | Жінки | Жінки |
| -------- | ------- | ------- | -------- | -------- | ----- | ----- |
| одиниця  | осіб    | %       | осіб     | %        | осіб  | %     |
| все      | 58532   | 100     | 28133    | 48.06    | 30399 | 51.94 |
| міське   | 45457   | 100     | 21650    | 47.63    | 23807 | 52.37 |
| сільське | 13075   | 100     | 6483     | 49.58    | 6592  | 50.42 |

## Сусідні гміни
Гміна Ниса межує з такими гмінами: Ґлухолази, Корфантув, Ламбіновіце, Отмухув, Пакославіце, Прудник.